# 비스쿠핀
비스쿠핀(폴란드어: Biskupin)은 폴란드 쿠야비포모제주에 있는 목조 촌락 유적이다.